# Kleinkevelaer
Kleinkevelaer ist eine Ortschaft der Stadt Kevelaer, Kreis Kleve, in Nordrhein-Westfalen, nahe der niederländischen Grenze.
Im Ort treffen sich die Kreisstraße 17 und die Landesstraße 361. Kleinkevelaer liegt südlich des Hauptortes Kevelaer zwischen Twisteden und Wetten.

## Geschichte
Die erste bekannte urkundliche Erwähnung von Kleinkevelaer war am 20. Juli 1533.
Herzog Carl von Geldern verordnete, dass alle Bewohner von Groß- und Kleinkevelaer ihr Getreide künftig in die Mühle zu Wissen zum Mahlen bringen müssen, da die durch einen Brand zerstörte Mühle in Wetten erst wieder aufgebaut werden muss. In Steuerlisten von 1380 werden der Langevoortshof und der Stalbergs Hof aus Kleinkevelaer aufgeführt.
Das Dorf gehörte bis 1571 zur Pfarre Walbeck, danach zur Pfarre Twisteden. Vom 16. bis zum 19. Jahrhundert zählte es 12 Häuser. 1816 wird der Ort als eigenständige Gemeinde dem neu gebildeten Kreis Geldern zugeordnet. Bereits zu Beginn des 20. Jahrhunderts versuchten sowohl Twisteden als auch Kevelaer die kleine Gemeinde einzugemeinden.

### Gebietsreform
Am 1. Juli 1969 wurde Kleinkevelaer durch das erste kommunale Neugliederungsprogramm in Nordrhein-Westfalen zusammen mit den  Gemeinden Twisteden und Wetten des Amtes Kevelaer sowie den Gemeinden Kervendonk, Kervenheim und Winnekendonk des Amtes Kervenheim der Stadt Kevelaer angeschlossen.
Am 1. Januar 1975 wurde im Zuge des zweiten Neugliederungsprogramms in Nordrhein-Westfalen der Altkreis Kleve mit dem ehemaligen Kreis Geldern und Teilgebieten der Kreise Moers und Rees zum neuen niederrheinischen Großkreis Kleve zusammengefügt.

### Wappen und Banner
| Wappen der ehemaligen Gemeinde Kleinkevelaer, Kreis Geldern | Blasonierung: „In Rot eine silberne (weiße) Mispelblüte mit fünf goldenen (gelben) Kelchblättern und sieben blauen Schwertern.“ |

Banner der ehemaligen Gemeinde Kleinkevelaer

| Wappen der ehemaligen Gemeinde Kleinkevelaer, Kreis Geldern | Wappenbegründung: Das von Walther Bergmann entworfene Wappen wurde am 13. November 1967 vom nordrhein-westfälischen Innenminister genehmigt. Die sieben Schwerter nehmen Bezug zur Marienverehrung, den sieben Schmerzen Mariens, die Mispelblüte ist das alte Wappen des Herzogtums Geldern. Banner: „Das Banner zeigt auf einer roten Bahn die Symbole des Wappens ohne Schild.“ |

### Bevölkerungsentwicklung
- 1818: 083
- 1846: 066
- 1910: 075[3]
- 1931: 079[4]
- 1961: 112[5]
- 1969: 113[6]
- 2006: 220[7]